# جيمس إف. آموس
جيمس إف. آموس (بالإنجليزية: James F. Amos)‏ هو ضابط أمريكي، ولد في 12 نوفمبر 1946 في وينديل في الولايات المتحدة.

## وصلات خارجية
- جيمس إف. آموس على موقع إن إن دي بي (الإنجليزية)